# Христо Черковналиев
поп Христо Вълчев Черковналиев (Шиков) – най-ярката личност на с. Калипетрово, Силистренско през втората половина на XIX в. (Името се среща и като Христо Вълков).

## Биография
Роден е през 1834 г. в с. Калипетрово, Силистренско в семейството на Вълчо Пеев Черковналиев. Ученик на Рашко Блъсков. Когато учителят е прогонен от турците, неговото място заема ученикът. От 1858 до 1864 г. е учител в родното си село. През 1864 година в ръкоположен за свещеник. Оглавява революционния комитет, заедно с Гено Чолаков подкрепят, посрещат и изпращат за Влашко народни борци. Един от щедрите спомоществователи и сам издател на книжнина. През 1869 г. заедно с Илия и Димитър Блъскови издава в Русе книгата „Азаил и неблагодарний селянин“, издава я втори път през следващата година, като към нея е прибавена песента „Грозданка“. Избран е за митрополитски наместник в Силистра през 1873 г. В периода 1873 – 1878 г. е член на смесения епархийски съвет.
След Освобождението се включва усърдно в уредбата на новата държава. Депутат е по избор в Учредителното и Първото Велико народно събрание от Силистренски окръг, неговият подпис стои под Търновската конституция от 1879 г. Сред спомоществователите на книгата на Георги Икономов „Кратко землеописание“, 1854 и „Изгубената Станка“ на Илия Блъсков.
Умира през 1889 г. в родното си село.